# Carlo E. Lischetti

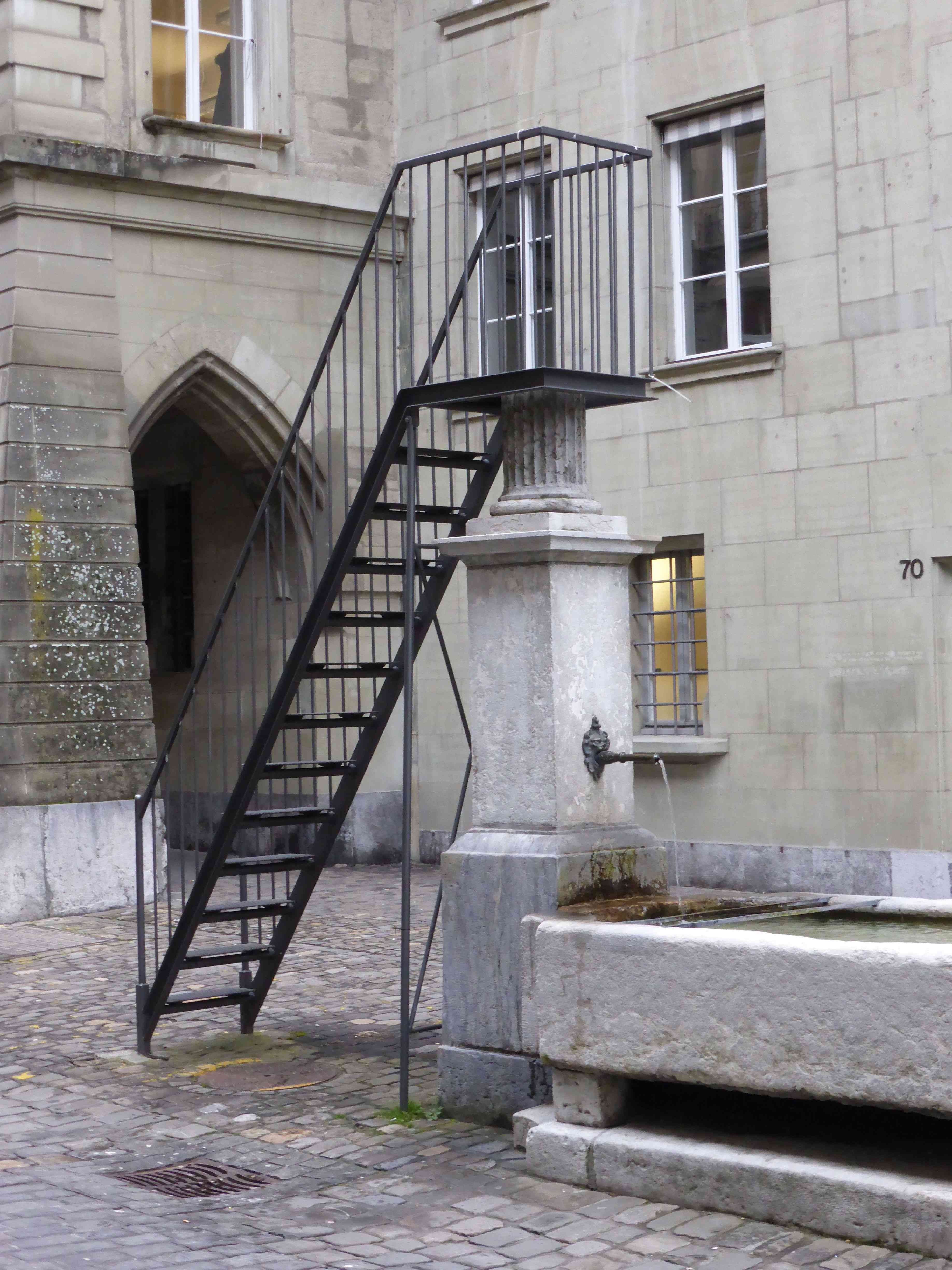
Lischetti-Brunnen an der Postgasse in Bern

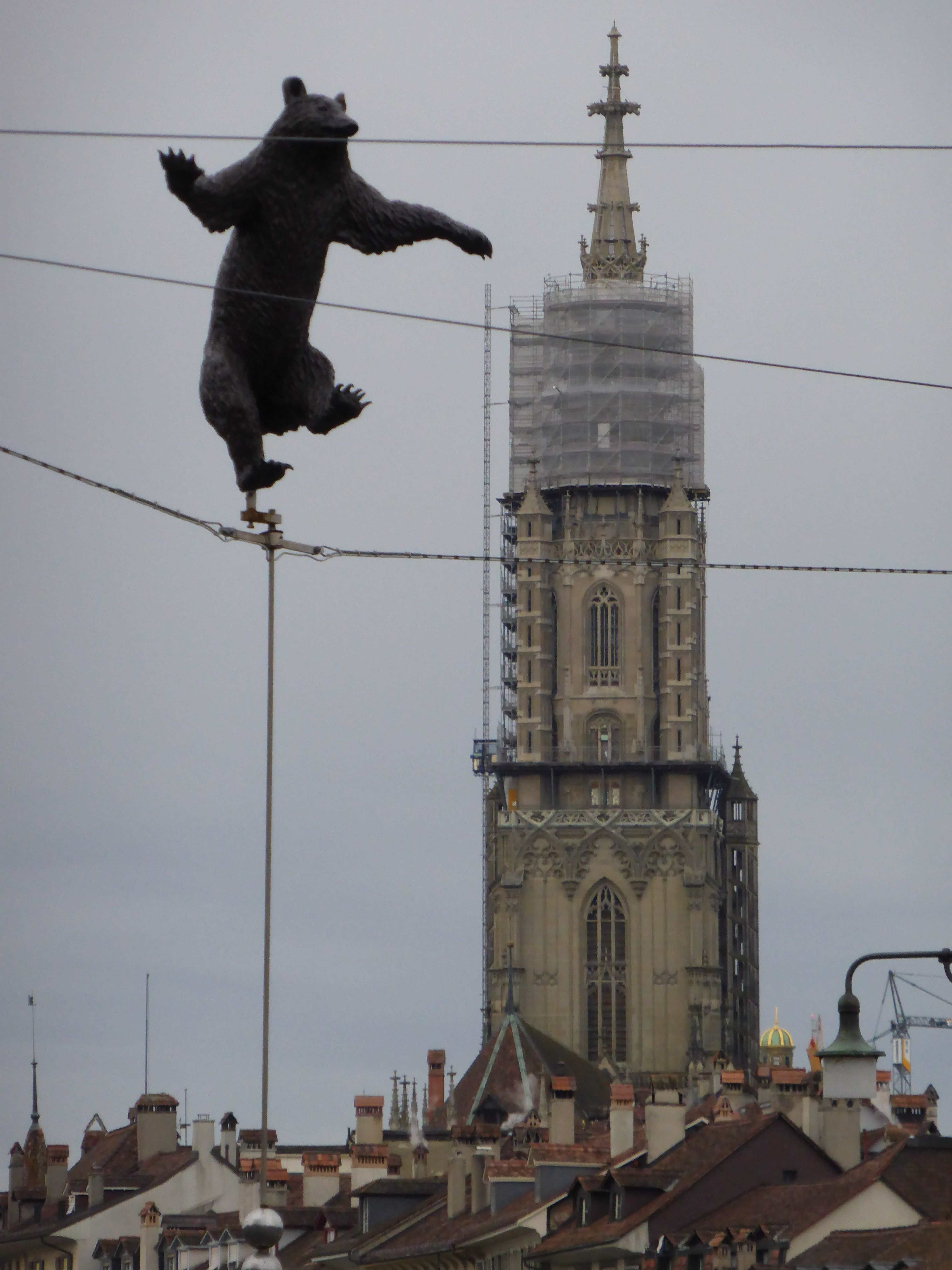
Tanzender Bär, Bärengraben, Bern

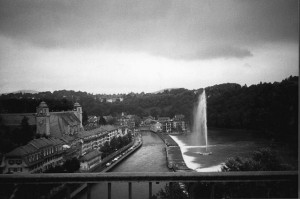
Jet d’eau de Berne

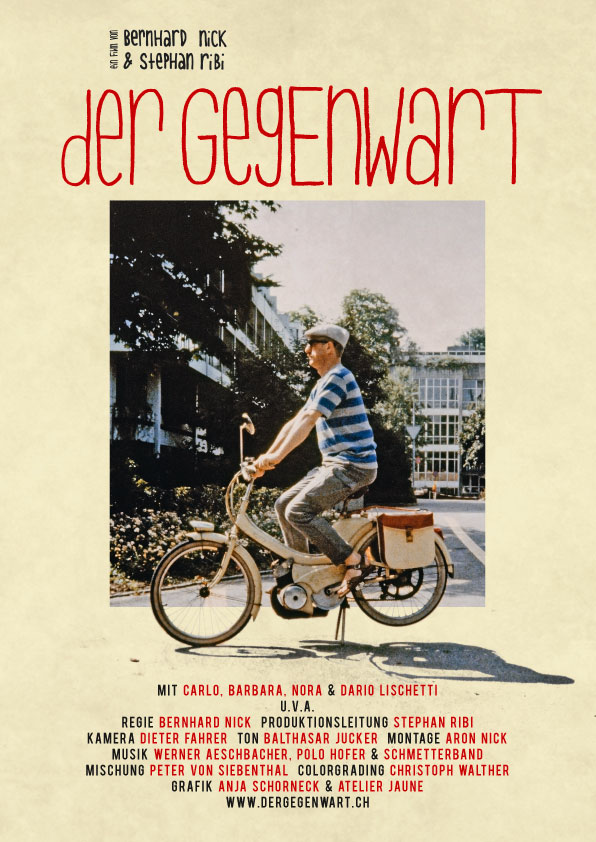
Filmplakat „Der Gegenwart“

Carlo Edoardo Lischetti (* 18. Oktober 1946 in Brugg; † 30. November 2005 in Bern) war ein Schweizer Maler, Bildhauer und Aktionskünstler (Videoartist und Wortjongleur).

## Leben
Geboren wurde Carlo E. Lischetti als Sohn einer Schweizerin und eines in der Schweiz geborenen Italieners in Brugg (AG). Nach der Dekorateurslehre in Zürich zog er nach Bern, wo er ab 1966 mit kurzen Unterbrechungen lebte. Hier führte er neben der gelegentlichen Arbeit als Dekorateur zunächst ein „Laboratorium für angewandte Umweltgestaltung“ und später das „Büro Lischetti“.
1971 kandidierte Lischetti unter anderen mit Polo Hofer auf der Liste 9 „Härdlütli“ für die Berner Stadtratswahlen.
Lischetti war ab 1983 mit Barbara Lischetti († 2003) verheiratet, einer Juristin und Kämpferin für die Gleichstellung der Geschlechter, welche an der Universität Bern tätig war.

## Werk
Viele Projekte Lischettis scheiterten an konservativen Einsprüchen, so der „Schacht bei Sempach“, in dem das fehlende „L“ lag.
Er ist unter anderem der Erfinder des immerwährenden Kalenders, der nur aus einem Blatt („Heute“) besteht. Auch mit „Gegenwart“ gab er seine Tätigkeit manchmal an: „Die Vergangenheit kann uns einholen, die Zukunft kann uns abholen, der Gegenwart putzt nach allen Seiten.“

### Keine Brunnenfigur
Ein Brunnen in der Postgasse in Bern, auf dem jede und jeder Brunnenfigur sein kann. Lischetti eröffnete das Werk, indem er in Ritterrüstung hinaufstieg und sich auszog. Er nannte das „Abrüstung“. Folgenlos blieb die Einsprache des Vereins „Heit Sorg zu Bärn“ gegen seine Brunnenskulptur. Im Volksmund heisst dieser Brunnen in der Postgasse seither „Lischetti-Brunnen“. Die offizielle Bezeichnung ist Kronenbrunnen. Er wird auch „Speakers Corner von Bern“ genannt.

### Tanzender Bär
Am Bärengraben in Bern gab es mit den tanzenden Strassenwischern ein Parallel-Kunstwerk. Dieses wollte Lischetti einmal im Jahr an Stelle des Bären platzieren. Er wollte damit die anonymen Strassenwischer ehren, die speziell während des Zibelemärits für saubere Strassen sorgen.

## Auszeichnungen
- 1986 Bäredräck-Preis der Stadt Bern
- 1996 Stadtberner Kunstpreis

## Publikationen und Werke
- Ich bin mein Beruf, 1999, ISBN 3-7165-1110-2.
- Lischetti-Brunnen, 1992, Brunnen in der Rathausgasse in Bern, auch genannt „Speakers Corner von Bern“.
- Balancierender Bär,[4] 1986, Figur bis Anfang 2007 am Bubenbergplatz beim Bahnhof, ab 2009 beim Bärengraben in Bern.
- Jet d’eau, Erstelljahr fehlt, Ein Hauch von Genf auch in Bern.
- Münster-Plattform auf der Münsterplattform, 1983, Bodenskulptur auf der Münsterplattform in Bern.
- „Denkmal an die Nähnadel“, 1995–97, Bern, Bantigerturm.
- „Strengen denkt an“, Wandspruch in einem Hörsaal der Universität Bern.

## Über Lischetti
Im 2013 entstandenen Dokumentarfilm Der Gegenwart haben Bernhard Nick und Stephan Ribi das Leben und Werk von Carlo E. Lischetti verfilmt.